# Lamegoia
Lamegoia — вимерлий рід ссавців, що належить до родини Didolodontidae. Він містить один вид, Lamegoia conodonta, який мешкав у пізньому палеоцені на території сучасної Південної Америки.

## Опис
Ця тварина відома лише за кількома викопними зубами, тому реконструювати її зовнішній вигляд неможливо. Порівнюючи з деякими з його родичів, припускають, що він мав довжину 75 сантиметрів. Ламегоя характеризувалася бунодонтними зубами, досить схожими на Didolodus, але більш архаїчними; нижні моляри мали повний тригонід.

## Палеобіологія
Lamegoia мав поперечні та дуже хвилясті смуги Хантера-Шрегера (структури, наявні на зубах, використовувані для зміцнення емалі; інші ссавці подібного розміру з формації Itaboraí мали вертикальні смуги. Вважається, що ця характеристика була функціональною адаптацією до певного типу рослинності, яку зміг обробити зубний ряд Lamegoia.